# Списък на реките в Минесота
Списъкът на реките в Минесота включва основните реки, които текат в щата Минесота, Съединените американски щати.
Територията на щата попада в 3 водосборни басейна. Северната част се отводнява в Хъдсъновия залив и в Големите езера, а централната и южната част се отводняват посредством река Мисисипи в Мексиканския залив.

## По водосборен басейн
Хъдсънов залив
- Нелсън (Манитоба)
  - Езеро Уинипег (Манитоба)
    - Уинипег (Манитоба)
      - Лейк оф дъ Уудс
        - Рейни Ривър
          - Биг Форк
          - Литъл Форк

    - Ред Ривър
      - Русо
      - Бъфало Ривър
      - Ред Лейк Ривър

Големи езера
- Горно езеро
  - Сен Луис
    - Клокут Ривър

Мисисипи
- Мисисипи
  - Рут Ривър
  - Кенън Ривър
  - Минесота
    - Редууд
    - Котънууд
    - Чипеуа
    - Пом де Тет
    - Блу Еърт Ривър

  - Кроу Ривър
  - Ръм Ривър
  - Кроу Уинг Ривър
  - Сен Кроа
  - Де Мойн

## По азбучен ред
- Блу Еърт Ривър
- Биг Форк
- Бъфало Ривър
- Де Мойн
- Кенън Ривър
- Клокут Ривър
- Котънууд
- Кроу Ривър
- Кроу Уинг Ривър
- Литъл Форк
- Минесота
- Пом де Тет
- Ред Ривър
- Ред Лейк Ривър
- Редууд
- Рейни Ривър
- Росо
- Рут Ривър
- Ръм Ривър
- Сен Кроа
- Сен Луис
- Чипеуа